# لی، کنت
لی (به انگلیسی: Leigh) یک روستا و محله مدنی در بریتانیا است که در Sevenoaks واقع شده‌است. لی ۱۶٫۱۸ کیلومتر مربع مساحت و ۱٬۷۹۳ نفر جمعیت دارد.